# Feldspecht
Der Feldspecht (Colaptes campestris), gelegentlich auch Camposspecht genannt, ist eine Art aus der Gattung der Goldspechte (Colaptes) innerhalb der Unterfamilie der Echten Spechte. Die Art ist monotypisch. Der früher als Unterart angesehene Colaptes c. campestroides wurde 2014 mit dem deutschen Namen Pampaspecht in Artrang gestellt.
Der knapp grauspechtgroße Vogel hat ein ausgedehntes Verbreitungsgebiet im zentralen und südöstlichen Südamerika, wo er sich vor allem von verschiedenen Ameisenarten und Termiten ernährt, die er vorwiegend am Boden erbeutet. Die Art lebt oft in kleinen Gruppen. Der Feldspecht ist in seinem Verbreitungsgebiet regional sehr häufig und wird von der IUCN als  (=least concern – nicht gefährdet) eingestuft.

## Aussehen

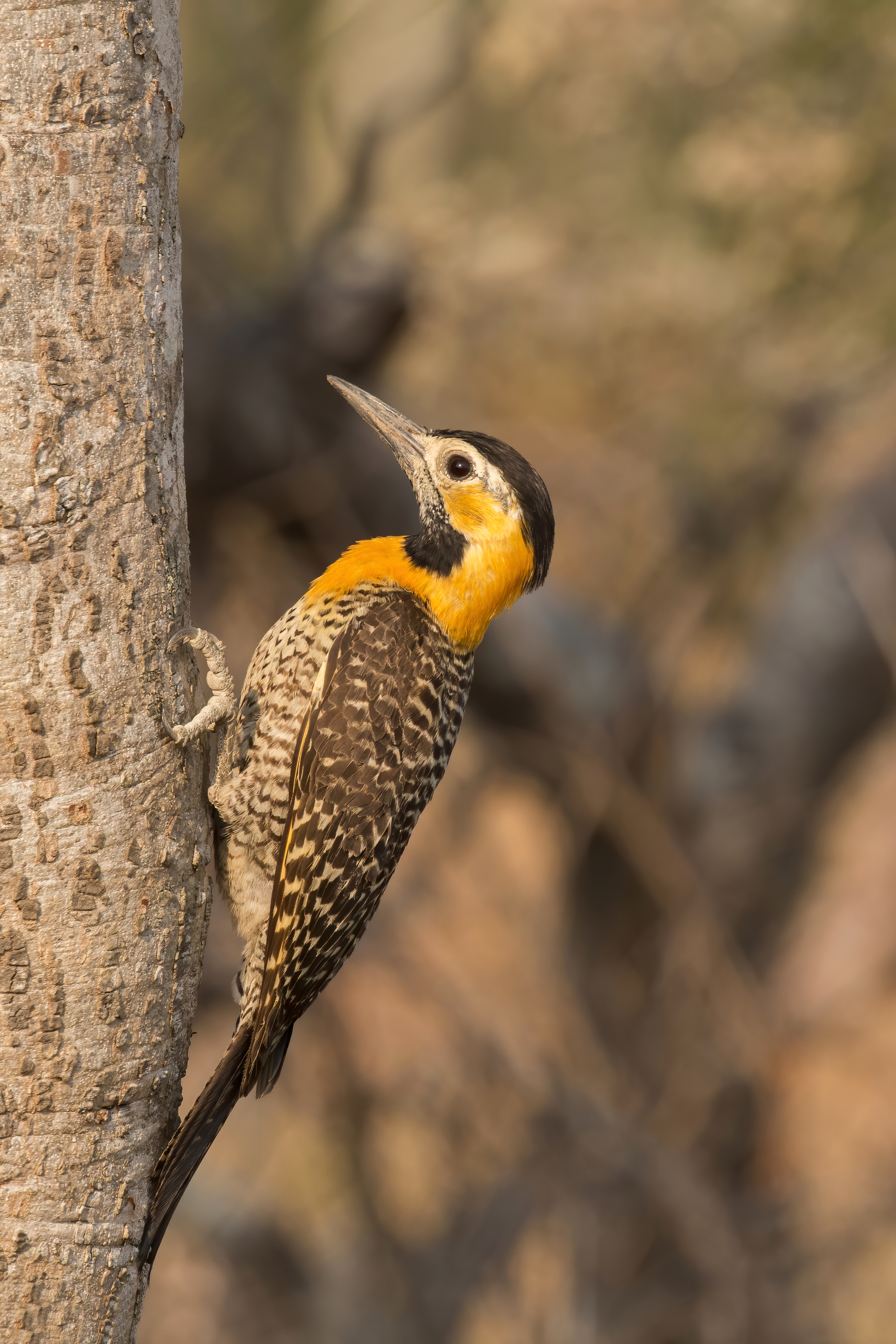
Weibchen der Nominatform

Mit maximal 31 Zentimetern Körperlänge und einem Gewicht von bis zu 192 Gramm entspricht die Art in Bezug auf Größe und Masse in etwa dem Grauspecht. In seinem Verbreitungsgebiet ist er allgemein bekannt und kann mit keiner anderen Spechtart verwechselt werden. Die beiden sehr nahe verwandten und häufig hybridisierenden Arten Feldspecht und Pampaspecht unterscheiden sich deutlich vor allem in Färbung von Kehle, Stirn und Hals.
Auf kastanienfarbenem bis grauschwarzem Grund ist die gesamte Oberseite deutlich und eng weiß bis cremefarben gebändert und gefleckt. Diese Bänderung ist an den Schultern und auf den großen Flügeldecken breiter als am Rücken. Die Schwingen sind dunkelbraun; sie weisen eine schmale, hellbräunliche bis weiße Bänderung auf. Der lange Schwanz ist auf der Oberseite schwarzbraun. Die Außenfahnen der äußeren Federn sowie die gesamten inneren Steuerfedern sind weiß bis cremefarben gebändert. Die Unterseite ist von der Brust bis zum Steiß auf weißlichem, gelb behauchtem Grund deutlich schwärzlich pfeilspitzenartig gezeichnet. Die Flügelunterseite ist gelblich, die Flügelränder und die Flügelspitze ist dunkel gezont. Die Unterflügeldecken weisen dunkle Markierungen auf. Die Unterseite des Schwanzes ist etwas blasser als dessen Oberseite, die helle Bänderung ist undeutlicher.
Der Kopf ist von der Stirn bis zum Nacken schwarz; die etwas verlängerten Nackenfedern können einen angedeuteten Schopf bilden. Der Zügel und die Region um die Augen ist cremefarben, die Ohrdecken, der Nacken und die obere Brustregion sind auffallend und intensiv dunkel goldorange gefärbt und weist zum Bauch hin oft eine rötlichorange Tönung auf. Die Kehle ist auf schwarzem Grund ganz fein weiß gezeichnet. An der Schnabelbasis beginnt beim Männchen ein individuell unterschiedlich stark ausgebildeter scharlachroter Bartstreif und begrenzt zu den Ohrdecken hin die schwarze Kehlfärbung. Beim Weibchen ist der Bartstreif auf schwarzem Grund mit weißen Einschlüssen marmoriert.
Der lange, spitze, abwärts gebogene Schnabel ist schwarz, manchmal zur Spitze hin auch rötlichbraun. Die Füße und die vier Zehen sind variabel grünlichgrau bis fleischfarben. Die Augen sind kastanien- bis rötlichbraun.
Bis auf die erwähnte Zeichnungsdifferenz im Malarbereich unterscheiden sich die Geschlechter in Bezug auf ihre Färbung nicht. Weibchen scheinen jedoch um die 10 Prozent leichter als Männchen zu sein. Jungvögel sind blasser als adulte, besonders die Goldfärbung der Wangen ist bei ihnen weniger intensiv.

## Stimme
Der Feldspecht ist sehr ruffreudig. Häufigster Ruf ist ein zwei- oder dreisilbiger Pfiff, bei dem die einzelnen Silben stark miteinander verschmelzen. Wiiik oder kiip-Rufreihen dienen der Revierabgrenzung. Daneben verfügt die Art über eine Reihe wiehernd oder zittrig klingender Lautäußerungen. Im Gruppenkontakt sind wick…wick…wick Rufreihen zu hören.

## Verbreitung und Lebensraum

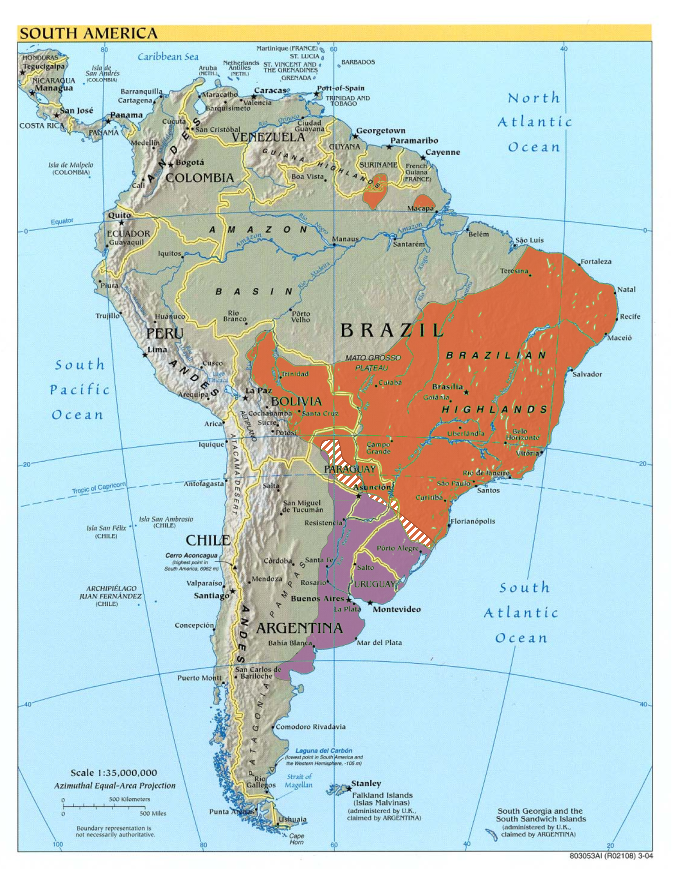
Verbreitungsgebiet des Feldspechts und des Pampaspechts
orange: Feldspecht
violett: Pampaspecht
schraffiert: Mischzone

Der Feldspecht ist im zentralen östlichen und südöstlichen Südamerika weit verbreitet. Das weitgehend geschlossene Verbreitungsgebiet erstreckt sich von Ostbrasilien südwärts bis Paraguay und westwärts bis zur östlichen Andenabdeckung in Bolivien. Zusätzlich bestehen Verbreitungsinseln in Suriname und am unteren Amazonas. Auch einige der Küste vorgelagerte Inseln werden von der Art bewohnt. Der Feldspecht profitiert von der zunehmenden Entwaldung seines Lebensraumes und breitet sich vor allem entlang der großen Fernstraßen weiter nach Westen aus.
Die Art besiedelt offenes Land mit einzeln stehenden Bäumen, insbesondere Pampa und semiaride Buschsteppen (Caatinga), daneben größere Kahlschlaggebiete, wie sie entlang der Straßenbauprojekte entstehen, Weideland, Waldränder und Plantagen. Wesentlich sind Nistbäume und ein ausreichendes Angebot an Ameisen und Termiten. Die Art kommt vom Meeresniveau bis in Höhen über der regionalen Baumgrenze vor. In Zentralargentinien befinden sich die höchstgelegenen Brutgebiete bei 600 Metern.

## Nahrung und Nahrungserwerb
Feldspechte ernähren sich vor allem von Ameisen und Termiten. Auch größere Käfer und Grillen werden erbeutet. Gelegentlich öffnet er die Nester von Töpfervögeln und frisst deren Eier und Nestlinge.
Feldspechte ernähren sich hauptsächlich von bodenlebenden Insekten, beobachten ihre Umgebung aber häufig von erhöhten Standorten. Oft sind sie bei der Nahrungssuche in kleinen Gruppen versammelt, häufig auch mit dem nahe verwandten Grünbindenspecht (Colaptes melanochloros) vergesellschaftet, der häufiger als der Feldspecht die niedrige Ast- und Stammregion zur Nahrungssuche aufsucht. Feldspechte öffnen mit ihrem Schnabel die Gänge bodenbewohnender Ameisen und Termiten, sammeln diese Tiere von der Erdoberfläche auf, wenden mit schnellen Schnabelbewegungen Blätter und lesen Insekten von deren Unterseite ab, hacken aber auch mit Schnabelhieben Termitenbauten auf. Die aufgebrochenen Termitenbauten werden vom Riesentukan regelmäßig als Bruthöhlen genutzt. Bei der Nahrungssuche schreiten sie, längere Distanzen legen sie hüpfend zurück. Feldspechte hämmern gelegentlich Höhlen mit einem Durchmesser von etwa 7 Zentimeter in Gebäude. Ob es sich dabei um Schlafhöhlen oder Futterspeicher handelt, ist bislang unklar.

## Brutbiologie

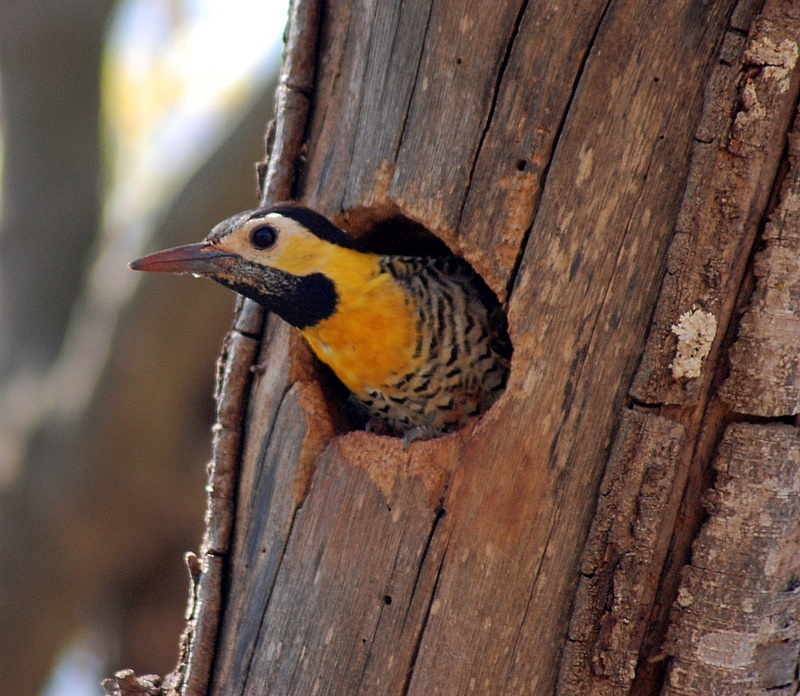
Weibchen in Bruthöhle

Auf Grund der erheblichen Nord-Süd-Ausdehnung des Verbreitungsgebietes der Art variieren die Brutzeiten stark. Die Brutsaison beginnt in Surinam bereits im Januar und endet bei den südlichsten Populationen Argentiniens im November. Während dieser Zeit werden die Spechte vor allem in kleinen Gruppen beobachtet, was auf eine gewisse Form einer sozialen Brutorganisation schließen lässt. Genauere Informationen der Beziehungen der Gruppenmitglieder zueinander liegen jedoch bislang nicht vor. Die Art brütet nicht in dichten Kolonien, 5–6 Nester innerhalb eines Abstands von 100 Metern wurden jedoch beobachtet.
Die Bruthöhle wird in unterschiedlicher Höhe (> 12 Meter) in lebende, bevorzugt aber absterbende oder tote Bäume oder Baumstümpfe geschlagen, auch Telegraphenmasten oder Holzkonstruktionen werden verwendet. Gelegentlich hämmern Feldspechte ihre Höhlen in die Nester baumbewohnender Termiten, in baumlosen Gegenden auch in Termitenbauten oder graben Bruthöhlen in Uferböschungen.
Das Gelege besteht aus 4–5 Eiern; es wird von beiden Eltern erbrütet. Über die Brutdauer und die Nestlingszeit liegen keine Angaben vor. Nach dem Ausfliegen der Jungvögel scheint der Familienverband noch relativ lange erhalten zu bleiben.

## Systematik

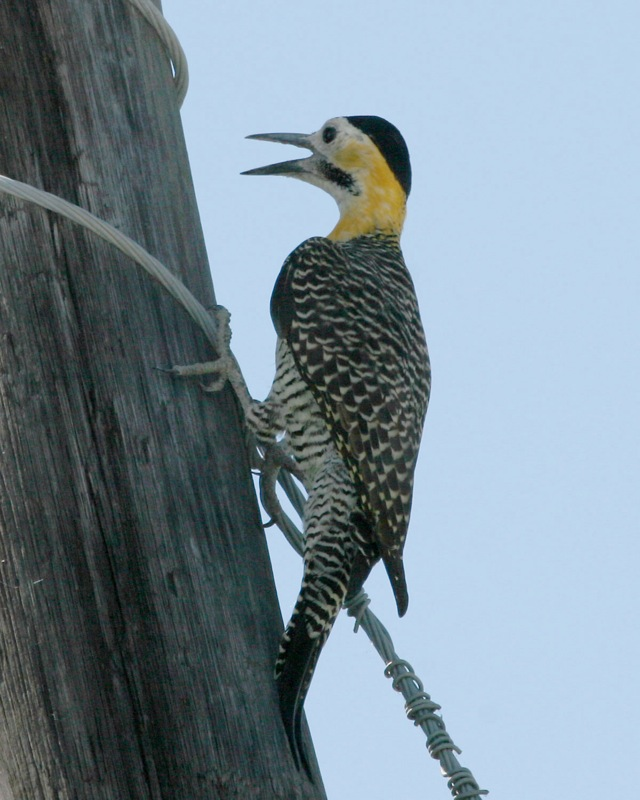
C. campestroides, Weibchen

Der Feldspecht ist eine von 19 mittelgroßen Spechtarten der Gattung Colaptes, die vor allem in Mittel- und Südamerika verbreitet sind. Die Verwandtschaftsbeziehungen der Gattung zu anderen Gattungen der Picinae sind noch nicht ausreichend erforscht.
Der lange als conspezifisch aufgefasste Colaptes c. campestroides wird seit 2014 als eigenständige Art Colaptes campestroides geführt. Sein Verbreitungsgebiet schließt südlich an das des Feldspechtes an. In Paraguay, im südlichen Brasilien und möglicherweise auch im nördlichen Argentinien besteht ein unterschiedlich breites Gebiet, in dem beide Arten gemeinsam vorkommen. Hier werden häufig Mischbruten beobachtet. Die Hybride weisen offenbar keine genetischen Defizite auf.
Laut IOC World bird Liste werden weiterhin zwei Unterarten anerkannt:
- Colaptes campestris campestris (Vieillot, 1818)[7] kommt im zentralen Suriname, nördlichen zentralen und östlichen Brasilien bis Bolivien und das zentrale Paraguay vor.
- Colaptes campestris campestroides (Malherbe, 1849)[8] kommt im zentralen und südlichen Paraguay bis ins südöstliche Brasilien, Uruguay und em östlichen Argentinien vor.

## Etymologie und Forschungsgeschichte
Die Erstbeschreibung des Feldspechts erfolgte 1818 durch Louis Pierre Vieillot unter dem wissenschaftlichen Namen Picus campestris. Vieillot bezog sich auf Carpintero del Campestre von Félix de Azara. Bereits 1825 führte Nicholas Aylward Vigors die für die Wissenschaft neue Gattung Colaptes ein. Der Begriff stammt von χρυσος khrysos für gold und κολαπτης, κολαπτω kolaptēs, kolaptō für Meißel, picken ab. Der Artname campestris leitet sich von lateinisch campester, campestris, campus, campi ‚vom Feld, Feld‘ ab. Bei campestroides kommt -οιδης -oidēs für ähnelnd hinzu. Picus chrysosternus Swainson, 1821 wird heute als Synonym zur Nominatform betrachtet. Chrysosternus hat seinen Ursprung in χρυσος khrysos für gold und στερνον sternon für Brust. Alfred Laubmann berichtete von gesammelten Exemplaren während der „3. Gran-Chaco-Expedition“  durch Hans Krieg (1888–1970)  und Eugen Josef Robert Schuhmacher (1906–1973) und zusätzlich von Emil Weiske (1867–1950) und Berthold Krüger aus dem Jahr 1911.

## Bestandssituation
Das Gesamtverbreitungsgebiet dieser Art wird auf fast 6 Mio Quadratkilometer geschätzt. Die Art scheint bislang von jenen Eingriffen in den Naturraum zu profitieren, die offene, nur einzeln baumbestandene Landschaftsstrukturen schaffen. Sie kann daher ihr Areal ausdehnen und nimmt im Bestand zu. Quantitative Bestandseinschätzungen sind nicht verfügbar. Laut IUCN ist sie ungefährdet (least concern).